# J. Peter May
Pour les articles homonymes, voir May.
Jon Peter May, né le 16 septembre 1939 à New York, est un mathématicien américain, qui travaille en topologie algébrique, théorie des catégories, théorie de l'homotopie et sur les aspects fondamentaux des spectres (en). Il est connu entre autres pour avoir introduit les opérades et pour sa suite spectrale (en).

## Biographie
May a passé son B.A. au Swarthmore College en 1960, et son Ph. D. à Princeton en 1964, sous la direction de John Coleman Moore, sur la cohomologie des algèbres algèbres de Lie restreintes et des algèbres de Hopf et l'application à l'algèbre de Steenrod (en). De 1964 à 1967, il a enseigné à Yale. Il est enseignant à l'université de Chicago depuis 1967 et professeur depuis 1970 ; de 1985 à 1991, il y a été président de la faculté de mathématiques et de 1988 à 1996, directeur du Mathematical Disciplines Center. En 1966, il a séjourné à l'Institute for Advanced Study ; il a aussi été professeur invité à Cambridge, en 1971-1972 et 1976. Il est membre de l'American Mathematical Society depuis 2012.
Peter May a dirigé plus de cinquante thèses, dont celle d'Ib Madsen.

## Sélection de publications
- Simplicial objects in algebraic topology, van Nostrand, 1968 [djvu]
- The Geometry of Iterated Loop Spaces, Springer, 1972 [lire en ligne]
- (avec Victor K. A. M. Gugenheim) On the theory and applications of differential torsion products, AMS, 1974 [lire en ligne]
- Classifying spaces and fibrations, AMS, 1975 [lire en ligne]
- (avec Frederick Ronald Cohen et Thomas Joseph Lada) The homology of iterated loop spaces, Springer, 1976
- (avec L. Gaunce Lewis et Mark Steinberger) Equivariant stable homotopy theory, Springer, 1986 [lire en ligne]
- (avec John Patrick Campbell Greenlees) Generalized Tate cohomology, AMS, 1995 [lire en ligne]
- (avec Igor Kriz) Operads, Algebras, Modules and Motives, AMS, 1995 [lire en ligne]
- (avec Anthony D. Elmendorf, I. Kriz et Michael A. Mandell) Rings, modules, and algebras in stable homotopy theory, AMS, 1997 [lire en ligne]
- A concise course in algebraic topology, UCP, 1999 [lire en ligne]
- (avec M. A. Mandell) Equivariant orthogonal spectra and S-modules, AMS, 2002 [lire en ligne]
- (avec  Johann Sigurdsson) Parametrized Homotopy Theory, AMS, 2006 [lire en ligne]